# Михеєнко Михайло Макарович
Михайло Макарович Михеєнко (нар. 9 вересня 1937, Довськ — пом. 6 вересня 1998, Київ) — український правознавець, доктор юридичних наук з 1975 року, професор з 1987 року; член-кореспондент Академії правових наук України з 1993 року. Заслужений юрист України з 1996 року.

## Біографія
Народився 9 вересня 1937 року в селі Довську (тепер Рогачовський район Гомельської області, Білорусь). Вищу освіту здобув у 1959 році на юридичному факультеті Київського університету.
Трудову діяльність розпочав на посадах молодшого, згодом старшого наукового співробітника в Секторі держави і права АН УРСР. З 1967 року працював у Київському університеті: доцентом, професором, заступником декана юридичного факультету, з 1988 року — завідувачем кафедри правосуддя. З 1993 року — віце-президент, а в 1995—1998 роках — президент Асоціації українських правників, одночасно з 1994 року — професор кафедри кримінального процесу Національної академії внутрішніх справ.

Могила Михайла Михеєнка

Помер 6 вересня 1998 року. Похований в Києві на Міському кладовищі «Берківцях».

## Наукова діяльність
Досліджував проблеми кримінального процесу, судоустрою, адвокатури, прокуратури. Серед робіт:
- «Советский уголовный процесс» (1978, у співавторстві);
- «Доказування в радянському кримінальному судочинстві» (1984);
- «Кримінальний процес України: Пудручник» (1992; 1999, у співавторстві);
- «Порівняльне судове право» (1993);
- «Юридичний практикум: Навчальний посібник» (1994, у співавторстві);
- «Науково-практичний коментар Кримінально-процесуального кодексу України» (1995);
- «Адвокатура України» (1997; чотири останні — у співавтостві).
- «Проблеми розвитку кримінального процесу в Україні» (1999, у співавторстві).